# Benoît Brisefer
Vous lisez un « bon article » labellisé en 2011.
Pour le film, voir Benoît Brisefer : Les Taxis rouges.

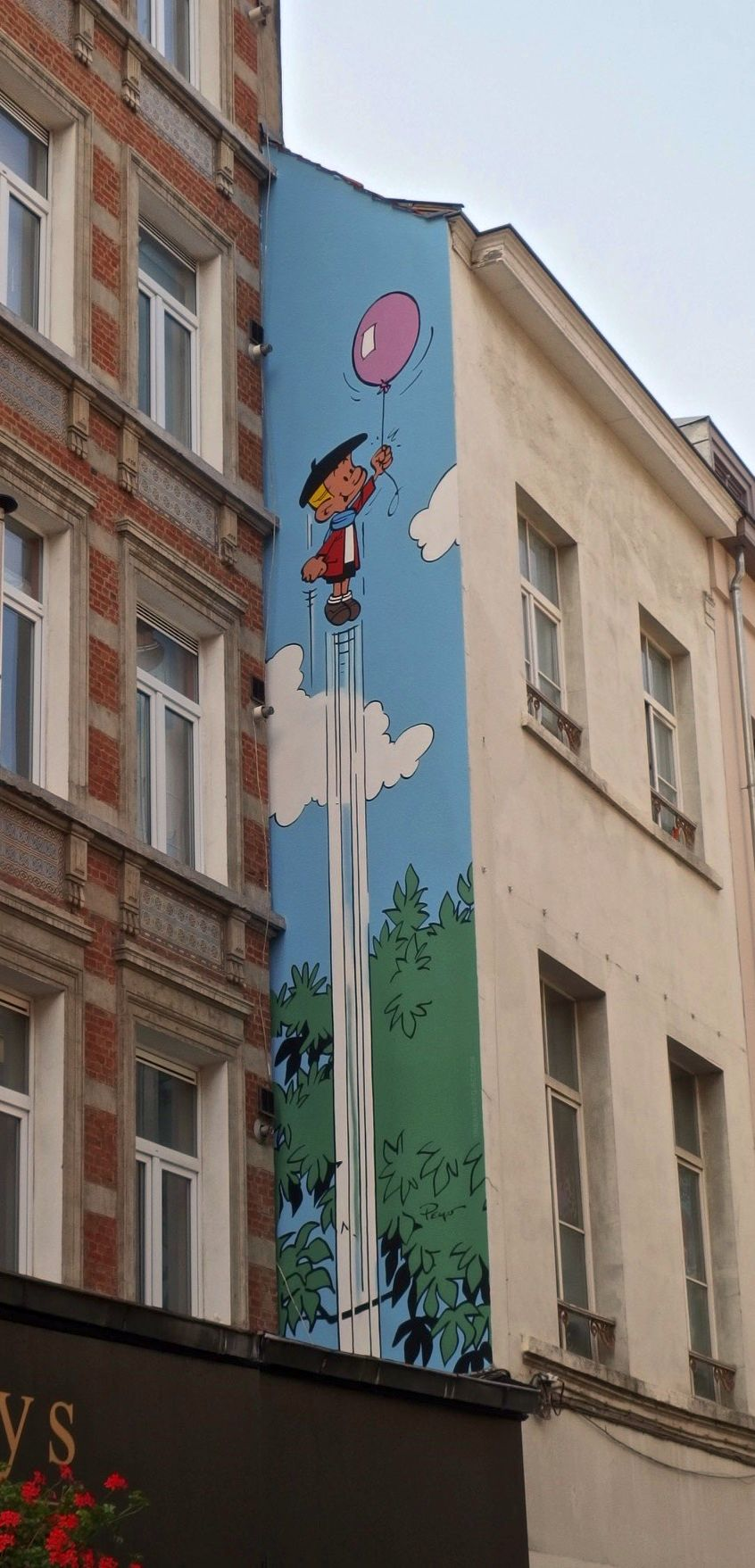
Peinture murale de Benoît Brisefer au 119 Rue Haute, à Bruxelles.

Benoît Brisefer est une série de bande dessinée jeunesse créée en 1960 par l'auteur belge Peyo dans le no 1183 du journal Spirou. Peyo va être épaulé par plusieurs collaborateurs aussi bien pour les dessins que pour le scénario, dont les plus fameux sont Will, qui créa les décors de la petite ville de Vivejoie-La-Grande, et François Walthéry, qui signera le graphisme de plusieurs histoires. En 1993, la série est relancée avec Pascal Garray au dessin et Thierry Culliford au scénario.
Neuf histoires sont publiées dans Spirou dans les années 1960 et 1970, dont la plupart sont reprises dans les sept albums parus aux éditions Dupuis. Après une longue interruption de la série, due notamment au succès des Schtroumpfs qui accaparent Peyo, elle est relancée par ses enfants après la mort de celui-ci en 1992 : six albums sont publiés jusqu'en 2004, puis un septième en 2015, aux éditions du Lombard.
La série met en scène un jeune garçon nommé Benoît Brisefer vivant à Vivejoie-La-Grande, qui a la particularité de posséder une force surhumaine qu'il perd néanmoins quand il s'enrhume. Avec son ami le chauffeur de taxi Jules Dussiflard, qui ignore tout de sa force, il vit des aventures policières, fantastiques ou encore d'espionnage, mais toujours teintées de poésie.

## Univers

### Synopsis
La série raconte les aventures d'un petit garçon, qui à première vue ressemble à tous les écoliers de son âge. Nommé Benoît Brisefer, il possède une force surhumaine qu'il perd chaque fois qu'il est enrhumé. Malgré sa politesse et sa serviabilité, rares sont les adultes qui connaissent son secret, y compris son ami, le chauffeur de taxi Jules Dussiflard. Ensemble, ils vont déjouer les plans de bandits et filous en tout genre.

### Personnages

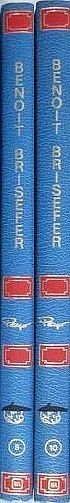
Benoit Brisefer aux éditions Rombaldi.

#### Benoît Brisefer
Benoît Brisefer, héros de la série, est un petit garçon âgé d'une dizaine d'années. S'il ressemble à tous les garçons de son âge, il possède la particularité d'être doté d'une force surhumaine (les raisons de cette force ne sont pas précisées). Il peut soulever les charges les plus lourdes (une bétonnière, une armoire, une voiture, un rocher de plusieurs tonnes…), sauter très haut, courir très vite et dispose d'un souffle puissant. Néanmoins, cette force est également un handicap pour lui car il ne parvient pas à la contrôler, ce qui l'amène à bon nombre de destructions accidentelles. Par exemple, il casse involontairement les jouets des autres enfants qui, par conséquent, ne veulent plus jouer avec lui ; il se retrouve  ainsi souvent seul. Il a la particularité de perdre sa force lorsqu'il s'enrhume, ce qui arrive dans chaque histoire afin de laisser l'intrigue se développer. Bien qu'il tente de dissimuler sa force la plupart du temps, il essaie à plusieurs reprises mais en vain d'en convaincre les adultes, la plupart d'entre eux se disant qu'il s'agit d'un mensonge enfantin ou qu'il y a un « truc », Benoît étant parfois empêché de le prouver à cause de son rhume.
Bien que Benoît semble connaître l'origine de sa force, comme le montrent ses tentatives systématiquement interrompues de l'expliquer à d'autres personnes, celle-ci restera mystérieuse tout le long de la série.
Il habite la petite ville de Vivejoie-la-Grande. C'est un garçon très poli, qui aime la nature et réussit à l'école. Sur le plan familial, le lecteur ne sait pratiquement rien, sinon qu'il a un oncle, Placide, membre des services secrets. De fait, aucune histoire ne mentionne ses parents ou des frères et sœurs. Benoît loge pourtant dans une maison normale. Dans certaines cases de la bande dessinée, alors que Benoît est chez lui, des phylactères font parfois apparaître la voix d'un adulte restant invisible (son père ou sa mère ?) et qui s'adresse à lui. Dans l'histoire Le Fétiche, sa logeuse est une certaine « Madame Minou ». Au cours de ses aventures, Benoît rencontre de nombreux enfants, mais aussi des adultes qui font parfois office, pour lui, de figures paternelles ou maternelles, comme Monsieur Dussiflard ou Madame Adolphine. Il porte toujours le même costume et un béret, même pour des occasions spéciales comme la remise des prix à l'école.

#### Jules Dussiflard
Jules Dussiflard est un chauffeur de taxi, second personnage de la série et meilleur ami de Benoît Brisefer. Il a les cheveux blancs et une moustache. Avant de conduire sa vieille voiture bleue, il a longtemps joué dans un orchestre de jazz. Il aime l'aventure et est souvent, malgré lui, à l'origine de celle-ci. Il fait sa première apparition dans Les Taxis rouges, la première histoire de la série.

#### Madame Adolphine
Madame Adolphine est une femme très âgée, à la vie sans histoire. À son insu, elle sert de modèle à un inventeur, Monsieur Vladlavodka, qui désire construire un robot ayant l'apparence, le comportement et la voix d'une personne humaine. Après une erreur de réglage dans l'agencement final, il s'avère que le robot à l'apparence de Madame Adolphine est une voleuse, braqueuse de banques et chef de gang. Elle apparaît pour la première fois dans la deuxième histoire intitulée Madame Adolphine, puis le robot revient comme chef d'une petite bande de bandits qui domine la ville de Monte San Sone dans l'histoire Lady d'Olphine puis dans Hold-up sur pellicule.

#### Serge Vladlavodka
Passionné par la robotique, Serge Vladlavodka est le fabricant du robot à l'effigie de Madame Adolphine et également responsable de son changement d'attitude à la suite d'une erreur de réglage. Il joue un rôle important dans Madame Adolphine, Hold-up sur pellicule et dans L'Île de la désunion où il est enlevé par des bandits à la solde d'un général qui souhaite  construire une armée de robots.

#### Placide
Placide, dit Tonton Placide, est l'oncle de Benoît Brisefer. Il est membre du Service Auxiliaire de Protection des Personnalités Étrangères au Territoire, S.A.P.P.E.T. En clair, c'est un garde du corps, un gorille. Il apparaît dans le quatrième album de la série, Tonton Placide. Résidant à la campagne, il accueille son neveu qui vient passer les vacances d'été. Placide possède toutes les caractéristiques du garde du corps : une carrure d'athlète imposante très utile dans les bagarres, une précision au tir extraordinaire, et une parfaite connaissance du pilotage de tout type d'engin. C'est le seul membre direct de la famille de Benoît dont on apprend l'existence, et celui avec lequel Benoît s'entend le mieux. Comme la plupart des adultes de la série, Placide ne croit pas à la force extraordinaire de son neveu. Il est également l'un des personnages principaux de l'histoire John-John.

#### Monsieur Bodoni
Monsieur Bodoni est le directeur du cirque qui porte son nom. Il apparaît pour la première fois dans la cinquième histoire intitulée Le Cirque Bodoni, puis au début de la septième histoire intitulée Le Fétiche. Dans le premier volet, il est aidé par Benoît Brisefer alors que son cirque est au bord de la faillite. Dans le second, il renseigne, par erreur, la méchante Démona. Il a une fille, Mona, qui est une très bonne amie de Benoît. Il est aussi l'un des rares adultes à connaître le secret de Benoît.

#### Églantine
Églantine est la fille de l'horticulteur Hyacinthe Pépin et vit à Bourg-Lilas, un village près de celui de Benoît Brisefer. Elle apparaît pour la première fois dans la onzième histoire intitulée Le Secret d'Églantine. Il s'agit d'une petite fille rousse douée comme Benoît Brisefer d'une force surhumaine, à la suite d'un accident dans l'atelier de son père où elle avale accidentellement un mélange de plusieurs produits toxiques. Comme Benoît Brisefer, elle possède un point faible qui lui fait perdre sa force : pour Églantine, il s'agit des roses, qui l'affaiblissent lorsqu'elle respire leur parfum. Elle souhaite absolument cacher sa force, et nie même quand Benoît Brisefer dit l'avoir vue en train de porter un cheval.

#### John-John
John-John est le fils d'un célèbre acteur protégé des paparazzis par Tonton Placide. Il apparaît pour la première fois dans la treizième histoire intitulée John-John. Il va devenir ami avec Benoît Brisefer alors qu'ils sont dans les montagnes de Fingerspitze, à l'abri des photographes. Il est capturé par des bandits mandatés par un promoteur immobilier qui souhaite construire des complexes de luxe à la place d'un petit village. C'est aussi l'un des seuls à être au courant de la particularité de Benoît.

## Historique

### Création de la série

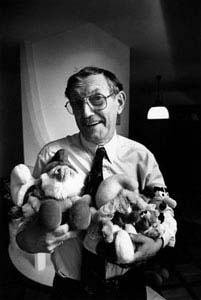
Peyo, le créateur de la série.

Au début de l'année 1960, Charles Dupuis souhaite rapatrier dans le journal Spirou la série Poussy de Peyo, jusque-là publiée dans le quotidien Le Soir. Peyo accepte, mais, fidèle, il souhaite refaire une série pour le quotidien belge qui a été le premier à lui faire confiance comme auteur de bande dessinée. De son imagination germe alors l'idée d'un petit garçon terriblement fort, qui perd sa force quand il est enrhumé, dénommé François Lebaucu, puis par la suite Benoît Brisefer. Apprenant le projet, Charles Dupuis veut absolument la série dans Spirou. Peyo, obligé d'accepter, crée encore une nouvelle série pour Le Soir, Jacky et Célestin. Débordé par le travail, Peyo recrute comme assistant Will, ancien dessinateur de Tif et Tondu pour le journal Spirou, qui a passé deux ans au Lombard avant de démissionner. Ce dernier est chargé de dessiner les décors de la première histoire de Benoît Brisefer intitulée Les Taxis rouges.

### Début de la série
La série fait son apparition dans le journal de Spirou no 1183 du 15 décembre 1960 avec l'épisode Les Taxis rouges. La série connaît rapidement un grand succès, notamment auprès du public féminin. Très pris désormais par les quatre séries qu'il dessine, plus celle qu'il scénarise, Peyo devient un spécialiste des retards. Ainsi la seconde histoire de la série, Madame Adolphine, n'est publiée qu'à partir du no 1292 du 17 janvier 1963. Si Will est toujours là pour créer les décors, Peyo n'arrive toujours pas à respecter les délais de livraison de ses planches et doit appeler les collègues à l'aide. C'est ainsi que Roba, auteur de Boule et Bill, l'aide à dessiner les gangsters de l'histoire. Après cet épisode, Will quitte Peyo pour travailler sur ses propres séries. En septembre 1963, un jeune homme de dix-sept ans nommé François Walthéry débarque au studio de Peyo. Il a été présenté à Peyo par l'intermédiaire d'Yvan Delporte, le rédacteur en chef de Spirou.

### La période Walthéry
Pendant plusieurs années, François Walthéry va se faire la main sur la série Jacky et Célestin et réalise les décors des Schtroumpfs, puis au début de l'année 1966, Peyo lui propose de reprendre la série Benoît Brisefer. Il est seul pour le dessin, car Will a repris sa série Tif et Tondu et n'a plus beaucoup de temps pour d'autres activités. Peyo décide donc de mettre fin à leur collaboration. Pour le scénario, il collabore avec Yvan Delporte qui l'a déjà aidé pour le scénario de certaines histoires des Schtroumpfs. Entre les trois hommes, la méthode de travail est bien rodée : après une discussion entre Peyo et Yvan Delporte, ce dernier écrit les dialogues puis les transmet à Peyo qui les corrige. François Walthéry récupère ensuite le scénario fini, et dessine entièrement l'histoire. Cette troisième histoire intitulée Les Douze Travaux de Benoît Brisefer paraît dans Spirou du no 1459 au no 1517. Pour la première fois, Peyo écrit le nom de l'un de ses assistants sur la couverture d'un de ses albums. Sur les 10 % du prix de vente de chaque album alloués aux droits d'auteur, 5 % représentent les droits du personnage et les 5 % restants sont partagés de la manière suivante : les deux tiers vont à Peyo en tant que scénariste et décorateur, et un tiers au dessinateur François Walthéry. 

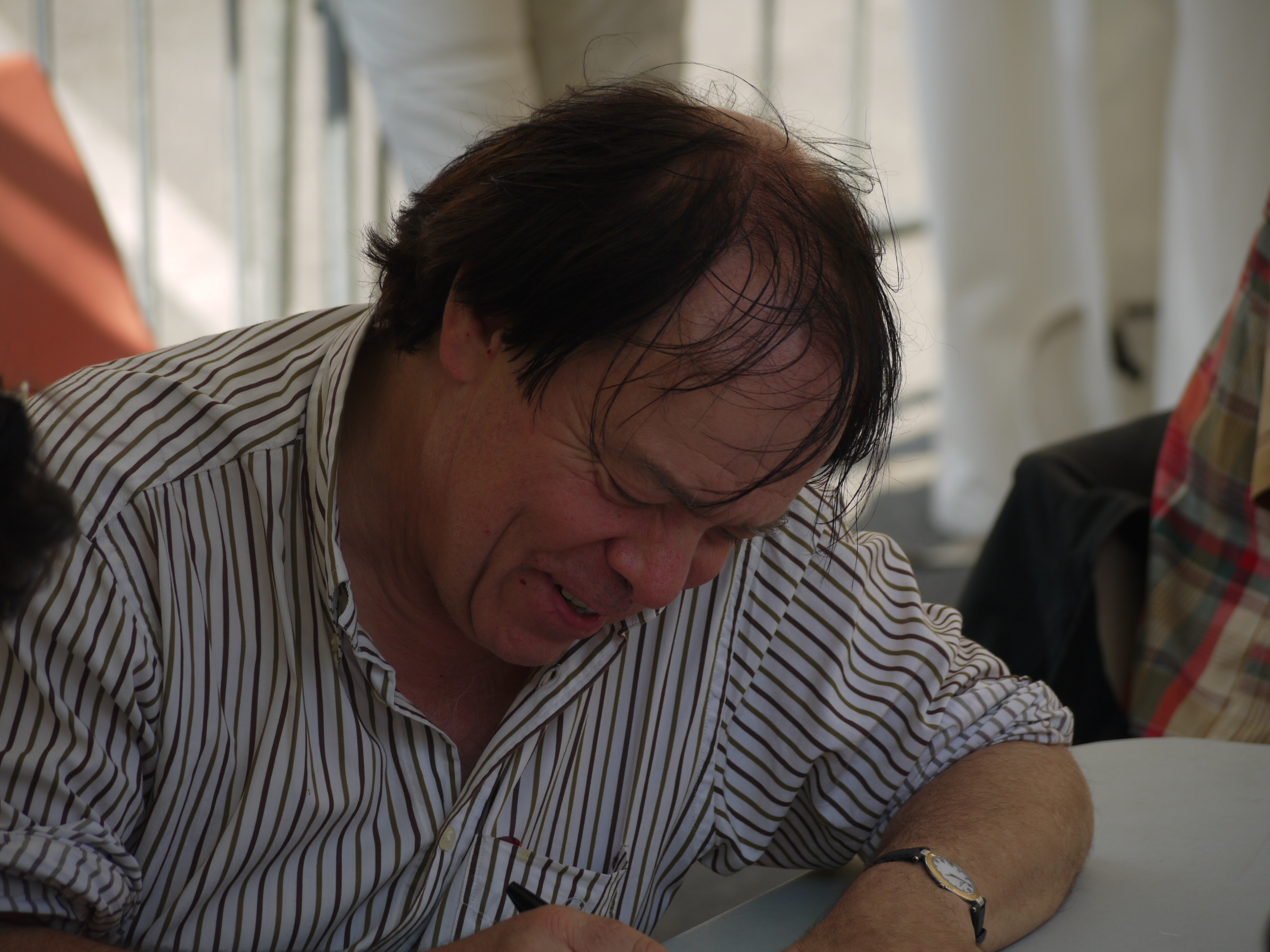
François Walthéry, dessinateur de quatre histoires de la série (ici en 2009).

Peyo reste cependant fâché avec les délais de parution et est constamment débordé par ses nombreuses séries. Le succès des Schtroumpfs l'oblige à fournir des histoires de manière continue. Même si elles sont dessinées par son assistant, Gos, il doit néanmoins fournir le scénario et le découpage de chaque planche. Après plusieurs années, il relance sa première série, Johan et Pirlouit, avec l'histoire Le Sortilège de Maltrochu, dont il assure lui-même le dessin et le scénario. En même temps, il produit une nouvelle histoire de Benoît Brisefer intitulée Tonton Placide. Pour le forcer à travailler, Gos vient chez lui chaque samedi matin pour faire ensemble une page de scénario sur chaque série. C'est ainsi qu'il va participer à l'élaboration du scénario de cette nouvelle histoire de Benoît Brisefer, avec une méthode de travail bien particulière : pendant la discussion entre les deux auteurs, Gos prend des notes. Deux jours plus tard, le lundi, il apporte à Peyo les dialogues de l'histoire, que ce dernier n'a plus qu'à corriger. Sur une idée de Gos, cette quatrième histoire a pour thème l'espionnage. Le beau-frère de François Walthéry (qui est policier) lui sert d'inspiration pour créer le physique du Tonton Placide.
En 1969, François Walthéry publie dans Spirou sa première série en solo, intitulée Natacha, une bande dessinée qu'il dessine durant son temps libre depuis plusieurs années. À la même époque, Gos quitte l'atelier à la suite d'un différend avec Peyo. Pour la nouvelle histoire de Benoît Brisefer intitulée Le Cirque Bodoni, les auteurs vont se documenter auprès du cirque Bouglione. Dans cette cinquième histoire, ils renouent avec l'atmosphère fantastique des débuts de la série. François Walthéry, de plus en plus indépendant, s'autorise même à caricaturer Peyo en directeur de cirque véreux, monsieur Choesels. Mais c'est une autre caricature qui va faire polémique, celle du personnage d'Ange Retors, inspiré d'un collaborateur occasionnel de Peyo et maquettiste-illustrateur chez Dupuis, Michel Matagne. Sa silhouette voûtée, à cause de rhumatisme, associé à un costume noir et un long nez en font, maladroitement, une caricature de juif. Quelques années auparavant, Peyo avait déjà été la cible des associations juives avec l'histoire Le Pays maudit de Johan et Pirlouit qui contenait des injures en yiddish. Pour riposter aux critiques, un reportage photographique intitulé « Où vont-ils les chercher ? » paraît dans Spirou : on peut y voir Michel Matagne mimant les attitudes d'Ange Retors et Peyo celle de Choesels. Le tout est accompagné d'un texte de Monsieur Archive qui explique comment François Walthéry s'inspire de ses collègues pour ses personnages.
Un nouvel auteur entre au studio Peyo, André Benn. François Walthéry étant de plus en plus accaparé par sa série Natacha, ce jeune auteur fait quelques essais sur Benoît Brisefer. En attendant, Peyo travaille sur le scénario de la nouvelle histoire : son idée est de faire revenir Madame Adolphine, réclamée dans le courrier des lecteurs de Spirou. Cette fois-ci, la vieille dame est devenue chef de bande à Monte San Sone, inspiré par Monte-Carlo, ce qui permet à la petite bande de partir à Monaco pour se documenter. Cette histoire est dessinée à deux par François Walthéry et Marc Wasterlain. Ce dernier a rejoint le studio Peyo quelque temps auparavant, sur conseil de Charles Dupuis, pour aider à dessiner les décors de l'histoire Le Sortilège de Maltrochu de Johan et Pirlouit. Pour l'histoire Lady d'Olphine, François Walthéry réalise les mises en page et les personnages, alors que son collègue s'occupe des décors. Alors qu'il dessine la couverture de l'album, François Walthéry apprend la mort de son père des suites d'une longue maladie. Il décide alors de quitter le studio pour s’installer dans son village auprès de sa mère. Dans le même temps, Marc Wasterlain quitte sa femme et le studio pour retourner lui aussi dans son village.

### La dernière histoire avant un long sommeil
Le départ de François Walthéry va être suivi par l'éloignement de Peyo de l'univers de la bande dessinée. En effet, il a entrepris d'adapter l'histoire La Flûte à six schtroumpfs de Johan et Pirlouit sur grand écran. Son implication est entière et il disparaît du sommaire de Spirou pendant trois ans, jusqu’au printemps 1976. Après un retour manqué avec l'histoire La Soupe aux Schtroumpfs, il se met en quête d'un nouvel assistant pour son studio qui ne compte pour l'instant que le seul Daniel Desorgher. À Quiberon, il rencontre un jeune dessinateur français nommé Albert Blesteau qui accepte de travailler avec lui à Bruxelles. C'est Albert Blesteau qui a envie de reprendre la série. Peyo accepte, ravi de pouvoir relancer une de ses séries tout en continuant Les Schtroumpfs. Après un essai avec une histoire courte intitulée Pas de joie pour Noël, il se lance dans une grande histoire, intitulée Le Fétiche, qui paraît dans Spirou à partir de juin 1978. Le résultat est considéré par Peyo comme la plus mauvaise histoire qu'il ait faite, et Albert Blesteau quitte le studio quelques mois plus tard, considérant que Peyo n'a plus de temps pour un travail collaboratif. Peyo, pris par des commandes publicitaires et des ennuis de santé, ne parvient plus à faire vivre ses personnages à part les Schtroumpfs.

### Le retour de Benoît Brisefer
Au début des années 1990, Peyo et l'ensemble de ses séries rejoignent les éditions du Lombard. Il a quitté les éditions Dupuis au milieu des années 1980 pour fonder son propre journal et sa propre maison d'édition. Mais après un échec commercial, Peyo et ses enfants, avec qui il travaille, considèrent qu'il est plus sage de rejoindre une grande maison d'édition. Dans le même temps, son fils Thierry Culliford, convainc son père de refaire de la bande dessinée et d’arrêter de s'occuper de la partie commerciale. C'est ainsi que le contrat signé avec Le Lombard concerne non seulement Les Schtroumpfs, mais aussi Johan et Pirlouit et Benoît Brisefer dont il doit livrer deux albums pour commencer. Peyo décède le 24 décembre 1992. Pour continuer l’œuvre de son père, son fils confie alors la série à un dessinateur du studio, Pascal Garray. Après six histoires publiées directement en album, la série est mise en sommeil en 2004. Depuis, Thierry Culliford, occupé par le succès des Schtroumpfs, n’exclut pas de relancer la série s'il trouve un dessinateur qui convient.
En mars 2013 est annoncé le tournage l'été suivant d'un film Benoît Brisefer : Les Taxis rouges, réalisé par Manuel Pradal, adapté de l'histoire Les Taxis rouges avec Léopold Huet dans le rôle de Benoît, Jean Reno dans le rôle du bandit Poilonez et Gérard Jugnot dans le rôle du chauffeur de taxi Jules Dussiflard. La sortie d'un quatorzième tome, Sur les Traces du Gorille Blanc, co-dessiné par Pascal Garray et Luc Parthoens, est programmée pour avril 2015, afin d'accompagner cet événement. Sorti en décembre 2014, le film est un échec critique et commercial cuisant.

## Publications

### Historique des publications

#### La période Spirou
La série est créée dans le no 1183 (15 décembre 1960) de Spirou spécial Noël avec l'histoire Les Taxis rouges. L'histoire avait été annoncée dans les deux numéros précédents, et la publication prend fin dans le no 1224 (28 septembre 1961). Pendant la publication, la série fait trois fois la couverture de l'hebdomadaire avec des dessins de Roba, l'auteur de la série Boule et Bill qui à l'époque s'occupe du dessin de la couverture de Spirou. Cette histoire est publiée ensuite en album en 1962 aux éditions Dupuis, puis dans la collection Gag de Poche dont elle est le no 50. À la fin des années 1980, les éditions Rombaldi publient une intégrale de l’œuvre de Peyo, cette première histoire de Benoît Brisefer est publiée dans le tome 9 (1987). En 1991, Dargaud Presses Pocket sort une édition de poche. Puis Panini la publie en 2004 avec les histoires 2 et 10. La deuxième histoire est publiée à partir du no 1292 (17 janvier 1963) jusqu’au no 1326 (12 septembre 1963) de Spirou, elle s'intitule Madame Adolphine. Elle est annoncée dans les deux numéros précédents, puis fait de nouveau trois fois la couverture avec des dessins de Roba. Elle est ensuite publiée en album en 1965, puis en Gag de Poche sous le no 43, aux éditions québécoises de l'Héritage en 1978, en poche en 1990 et dans le tome 9 de l'intégrale Tout Peyo. En 1966, la publication de l'histoire Les Douze travaux de Benoît Brisefer commence au no 1459 (31 mars 1966) et se termine dans le no 1517 (11 avril 1967), après plus d'un an de publication. Pour l'occasion, la série fait la couverture du no 1463 (28 avril 1966) avec un dessin de Peyo et François Walthéry. Cette troisième histoire est ensuite publiée sous forme d'album en 1968, rééditée en poche en 1989, puis dans le tome 9 de l'intégrale Tout Peyo.

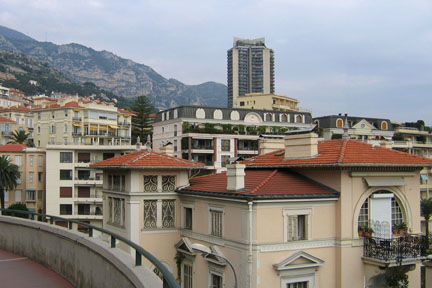
Le quartier de Monte-Carlo. C'est dans ce décor (parodié en Monte San Sone) que se déroule la sixième histoire de la série.

La quatrième histoire s'intitule Tonton Placide, elle est publiée du no 1555 (1er février 1968), numéro dont elle fait la couverture pour l'occasion, au no 1584 (22 août 1968). Elle refait aussi la couverture du no 1562 (21 mars 1968). Les éditions Dupuis la publient en album en 1969, puis en poche par Dargaud Presses Pocket en 1990. En 1988, elle est publiée dans le tome 10 de Tout Peyo par les éditions Rombaldi. Le Cirque Bodoni est la cinquième histoire parue dans Spirou du no 1647 (6 novembre 1969) au no 1675 (21 avril 1970) et qui fait la couverture des numéros 1647 et 1657. Ensuite elle paraît en 1971 sous forme d'album, dans Tout Peyo no 10 en 1988 et en poche en 1990. En 1972, débute dans le no 1771 (23 mars 1972) de Spirou, la publication de l'histoire Lady d'Olphine. Il s'agit d'un numéro spécial printemps où la série est mise à l'honneur puisqu'elle fait la couverture de l'hebdomadaire avec un dessin de Michel Matagne qui représente Benoît Brisefer accueilli pour son retour par les héros du journal. La publication de l'histoire prend fin dans le no 1795 (7 septembre 1972), puis elle est publiée en album en 1973 et dans Tout Peyo no 10. Il faut attendre six ans et l'année 1978 pour revoir une histoire à suivre de la série dans Spirou. Dans l'intervalle, une histoire complète de huit planches intitulée Pas de joie pour Noël est publiée dans le no 2017 (9 décembre 1976) spécial Noël, une histoire reprise ensuite dans Tout Peyo no 10 et republiée dans Spirou en 2010 dans le no 3792 (15 décembre 2010) pour les cinquante ans de la série. François Walthéry et Yvan Delporte signent aussi dans le no 1854 (25 octobre 1973) une parodie de la série intitulée Bébert Brisenoix. En 1978, les lecteurs français ont droit à une histoire publicitaire inédite, Benoît et Benco, publiée du no 2084 (23 mars 1978) au no 2095 (8 juin 1978) de l'édition française (non reprise dans les autres éditions). À la suite de cette histoire est publié Le Fétiche du no 2096 (15 juin 1978), dont il fait aussi la couverture, au no 2109 (14 septembre 1978) ; cette histoire avait été annoncée précédemment dans le no 2094 (1er juin 1978). Elle est ensuite publiée en album la même année, puis dans le tome 11 de Tout Peyo en 1988.

#### La période Le Lombard
Après une très longue interruption, la série fait son retour en 1993 aux éditions Le Lombard. Désormais les histoires sont publiées directement en album. La première de cette série « nouvelle version » est intitulée Hold-up sur pellicule. Deux ans plus tard, en 1995, sort L'Île de la désunion, puis La Route du Sud en 1997 et Le Secret d'Églantine en 1999. En 2002 est publié l'album Chocolats et coups fourrés et en 2004 John-John. En 2010, le journal Spirou publie un numéro spécial pour les cinquante ans de la série, le no 3792 (15 décembre 2010). Sont publiées plusieurs histoires hommages inédites : Le Super-héros du mensonge ! une histoire de quatre planches de Jean-Marc Krings, Dugomier et BenBK ; C'est tout dans la tête, trois planches de Frédéric Jannin et Catheline ; Benoît Brisefer et le colis mystérieux, un gag en une planche de François Walthéry ; L'Affaire Brisefer, une histoire en quatre planches d'Hugo Piette, Yves Leclercq et Burt, ainsi qu'un jeu intitulé L'Armée des A par Bataillon. Grâce au rapprochement des éditions Dupuis et Le Lombard au sein du même groupe, le journal Spirou publie également le quatorzième album de Benoît Brisefer, Sur les traces du gorille blanc, du no 4001/4002 (17 décembre 2014) au no 4010 (18 février 2015). Pour l'occasion, le personnage est en couverture du no 4003 (31 décembre 2014).

### La Collection originale

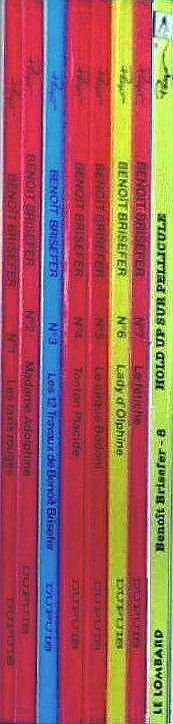
Benoit Brisefer, tomes 1 a 8.

- 1 Les Taxis rouges, Dupuis, 1962
Scénario : Peyo - Dessin : Peyo et Will (décors) -  (ISBN 2-8001-0025-7)
- 2 Madame Adolphine, Dupuis, 1965
Scénario : Peyo - Dessin : Peyo et Will (décors) -  (ISBN 2-8001-0026-5)
- 3 Les Douze Travaux de Benoît Brisefer, Dupuis, 1968
Scénario : Yvan Delporte et Peyo - Dessin : Peyo et François Walthéry
- 4 Tonton Placide, Dupuis, 1969
Scénario : Peyo et Gos - Dessin : Peyo et François Walthéry
- 5 Le Cirque Bodoni, Dupuis, 1971
Scénario : Peyo et Gos - Dessin : François Walthéry -  (ISBN 2-8001-0029-X)
- 6 Lady d'Olphine, Dupuis, 1973
Scénario : Peyo et Yvan Delporte - Dessin : François Walthéry
- 7 Le Fétiche, Dupuis, 1978
Scénario : Peyo et Albert Blesteau - Dessin : Albert Blesteau -  (ISBN 2-8001-0606-9)
- 8 Hold-up sur pellicule, Le Lombard, 1993
Scénario : Dugomier et Thierry Culliford - Dessin : Pascal Garray - Couleurs : Nine et Studio Leonardo -  (ISBN 2-80361-041-8)
- 9 L'Île de la désunion, Le Lombard, 1995
Scénario : Pascal Garray et Thierry Culliford - Dessin : Pascal Garray - Couleurs : Nine et Studio Leonardo -  (ISBN 2-80361-570-3)
- 10 La Route du Sud, Le Lombard, 1997
Scénario : Pascal Garray et Thierry Culliford - Dessin : Pascal Garray - Couleurs : Nine -  (ISBN 2-8036-1242-9)
- 11 Le Secret d'Églantine, Le Lombard, 1999
Scénario : Pascal Garray et Thierry Culliford - Dessin : Pascal Garray - Couleurs : Nine -  (ISBN 2-80361-386-7)
- 12 Chocolats et coups fourrés, Le Lombard, 2002
Scénario : Pascal Garray et Thierry Culliford - Dessin : Pascal Garray - Couleurs : Nine et José Grandmont -  (ISBN 2-80361-760-9)
- 13 John-John, Le Lombard, 2004
Scénario : Frédéric Jannin et Thierry Culliford - Dessin : Pascal Garray - Couleurs : Nine Culliford et José Grandmont -  (ISBN 2-80361-994-6)
- 14 Sur les traces du gorille blanc, Le Lombard, 2015
Scénario : Luc Parthoens et Thierry Culliford - Dessin : Pascal Garray - Couleurs : Nine Culliford -  (ISBN 9782803634484)

### Intégrales
En 2014, une intégrale reprenant les 13 premiers titres de la série est publiée en édition limitée aux éditions Caméléon pour le compte d'Amazon. Elle est accompagnée d'un dossier de 10 pages par Hugues Dayez.
Entre avril 2017 et février 2019, les éditions du Lombard ont publié une intégrale de la série. Elle se décline en cinq albums, chacun accompagné d'un dossier documentaire :
- Le tome 1 reprend les albums Les Taxis rouges, Madame Adolphine et Les douze Travaux de Benoît Brisefer[48] ;
- Le tome 2 reprend les albums Tonton Placide, Le Cirque Bodoni et Lady d'Olphine[49] ;
- Le tome 3 reprend les histoires de Pierrot et la Lampe, Benoît et Benco, Pas de joie pour Noël ainsi que l'album Le Fétiche[50] ;
- Le tome 4 reprend les albums Hold-up sur pellicule, L'Île de la Désunion, La Route du Sud et Le Secret d'Églantine[51] ;
- Le tome 5 reprend les albums Chocolat et coups fourrés, John-John et Sur les traces du gorille blanc[52].

### Revues
| Année     | Titre                                | Début                              | Fin                                |
| 1960-1961 | Les Taxis rouges                     | Spirou no 1183                     | Spirou no 1224                     |
| 1963      | Madame Adolphine                     | Spirou no 1292                     | Spirou no 1326                     |
| 1966-1967 | Les Douze Travaux de Benoît Brisefer | Spirou no 1459                     | Spirou no 1517                     |
| 1968      | Tonton Placide                       | Spirou no 1555                     | Spirou no 1584                     |
| 1969-1970 | Le Cirque Bodoni                     | Spirou no 1647                     | Spirou no 1675                     |
| 1972      | Lady d'Olphine                       | Spirou no 1771                     | Spirou no 1795                     |
| 1976      | Pas de joie pour Noël                | Spirou no 2017                     |                                    |
| 1978      | Benoît et Benco                      | Spirou no 2084 (édition française) | Spirou no 2095 (édition française) |
| 1978      | Le Fétiche                           | Spirou no 2096                     | Spirou no 2109                     |
| 1983      | Gag                                  | Spirou no 2346                     |                                    |
| 2014-2015 | Sur les traces du gorille blanc      | Spirou no 4001/4002                | Spirou no 4010                     |
| --------- | ------------------------------------ | ---------------------------------- | ---------------------------------- |

### Chiffre de vente
Au 31 décembre 1980, les sept premiers albums de la série aux éditions Dupuis ont été vendus à 786 000 exemplaires cumulés, soit une moyenne de 112 286 exemplaires vendus par album. Ce qui en fait à l'époque la quinzième meilleure vente des éditions Dupuis.

#### Ouvrages
- Philippe Brun, Histoire de Spirou et des publications Dupuis, Luçon, Glénat, novembre 1981, 127 p. (ISBN 2-7234-0212-6)
- Patrick Gaumer, Dictionnaire mondial de la bande dessinée, Tours, Larousse, janvier 2001, 880 p. (ISBN 2-03-505162-2)
- Hugues Dayez, Peyo l'enchanteur, Belgique, Niffle, octobre 2003, 189 p. (ISBN 2-87393-046-2), p. 78
- Collectif, Trésors de la bande dessinée : BDM, Villorba, Éditions de l'Amateur, octobre 2008, 1295 p. (ISBN 978-2-85917-491-0)

#### Articles
- Thierry Groensteen et Franz Van Cauwenbergh, « Benoît Brisefer, supergamin », Les Cahiers de la bande dessinée, no 54,‎ septembre 1983, p. 37 à 39
- Jacques Glénat, Thierry Groensteen et Franz Van Cauwenbergh, « Bibliographie de Peyo », Les Cahiers de la bande dessinée, no 54,‎ septembre 1983, p. 43 à 48